# Symplocos silverstonei
Symplocos silverstonei är en tvåhjärtbladig växtart som beskrevs av B. Stahl. Symplocos silverstonei ingår i släktet Symplocos och familjen Symplocaceae. Inga underarter finns listade i Catalogue of Life.